# Erebia fasciata
Erebia fasciata is een vlinder uit de onderfamilie Satyrinae van de familie Nymphalidae (aurelia's). De wetenschappelijke naam is voor het eerst geldig gepubliceerd in 1868 door Arthur Gardiner Butler.
De soort komt voor in Europa.